# Arata Arina
Arata Arina (新 ありな (Tân Hữu-Thái) 15 tháng 12 năm 1996 –) là một nữ diễn viên khiêu dâm, tarento, và YouTuber người Nhật Bản. Cô thuộc về chi nhánh ACT Tokyo. Tên cũ của cô là Hashimoto Arina (橋本 ありな (Kiều-Bổn Hữu-Thái)).

## Sự nghiệp
Tháng 12/2015, cô ra mắt với một video hình ảnh. Tháng 3/2016 cô mới ra mắt ngành phim khiêu dâm với tư cách là nữ diễn viên độc quyền của S1 dưới tên Hashimoto Arina (橋本ありな). Công ti chủ quản của cô lúc đó là Arrows.
Tháng 7/2016, cô trở thành thành viên (thành viên số 19) nhóm idol SEXY-J được lập bởi một nữ diễn viên phim khiêu dâm (cô tốt nghiệp nhóm vào tháng 5/2017).
Từ tháng 11/2016, cô được chỉ định làm trợ lí thường trực của kênh "Beach 9" của TV Saitama.
Năm 2017, cô cùng Shiraishi Marina và Takahashi Shōko được chọn làm người mẫu đại diện cho AV OPEN2017. Tháng 5/2018, cô nhận giải Nữ diễn viên xuất sắc nhất của Giải thưởng phim người lớn DMM.R18 2018. Cô đã khóc khi tên cô được gọi vì cô đã vượt qua những lời chỉ trích. Lời phát biểu khi được trao giải của cô là "Nếu mọi người (đã bầu cho tôi) không biết ăn gì, hãy đến ăn cùng tôi."
10/8/2018, cô cùng Kimiiro Kanon và Kiritani Matsuri thông báo thành lập nhóm thần tượng "un panopticon girl". Đĩa CD dưới nhãn MILKY POP GENERATION bắt đầu được họ phát hành vào ngày 3/10 cùng năm. Kanon đã rời nhóm vào tháng 11. Bài hát đầu tiên của nhóm xếp thứ 20 trong bảng xếp hạng Oricon Indies.
Tháng 5/2020, cô chuyển hãng phim độc quyền từ S1 sang FALENO. Tháng 4/2021, cô xếp thứ 6 trong bảng "bầu cử nữ diễn viên phim khiêu dâm SEXY đang hoạt động 2021" của Asahi Geino. Tháng 8/2021, cô xếp thứ 9 trong "Bảng xếp hạng FLASH 2021 diễn viên nữ gợi cảm chọn bởi 300 độc giả".
Tháng 12/2020, cô thành lập văn phòng tư nhân coolangatta cùng người quản lí của cô và bắt đầu hoạt động độc lập. Cô cũng thiết lập mối quan hệ kinh doanh với công ti ACT (ACT đã cấp địa chỉ để người hâm mộ gửi thư cho cô).
Tháng 11/2021, cô mở kênh YouTube "ありなの、これありな!" (Vâng, đây là Arina!). Cô xếp thứ 20 trong bảng xếp hạng nữ diễn viên gợi cảm năm 2021 của tạp chí Kobunsha FLASH.
Tháng 5/2022, cô xếp thứ 19 trong bảng "bầu cử nữ diễn viên phim khiêu dâm SEXY đang hoạt động 2022" của Asahi Geino.
16/8/2022, cô thông báo trên Twitter rằng cô đã đổi tên diễn thành Arata Arina (新ありな) và cùng lúc chuyển hãng phim độc quyền sang MOODYZ. Cô cũng sẽ chuyển hoàn toàn công ti chủ quản sang ACT.
3/4/2023, phim mà cô đã đóng chung "Mikami Yua, Arina Arina và Aizawa Minami" (三上悠亜と新ありなと相沢みなみ) (bản đĩa Blu-ray) lần đầu xếp thứ nhất trong bảng xếp hạng bán hàng qua bưu điện của FANZA Phim đã tiếp tục xếp thứ nhất trong bảng xếp hạng tuần ngày 10/4. Ngoài ra, phim cũng đã xếp thứ nhất trong bảng xếp hạng đĩa DVD nửa đầu năm 2023.